# عروسی خانم فاکس

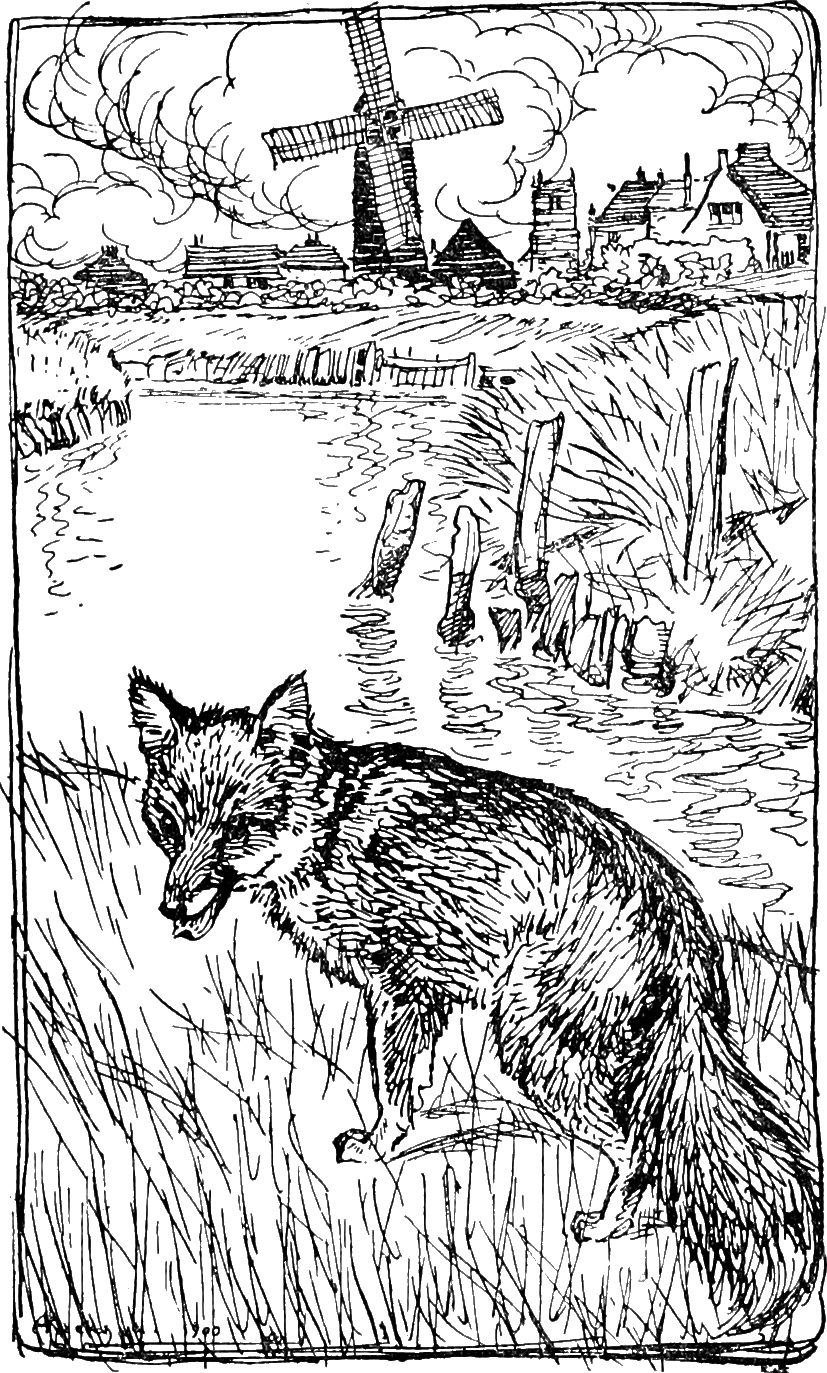
اسنودراپ-راکهام

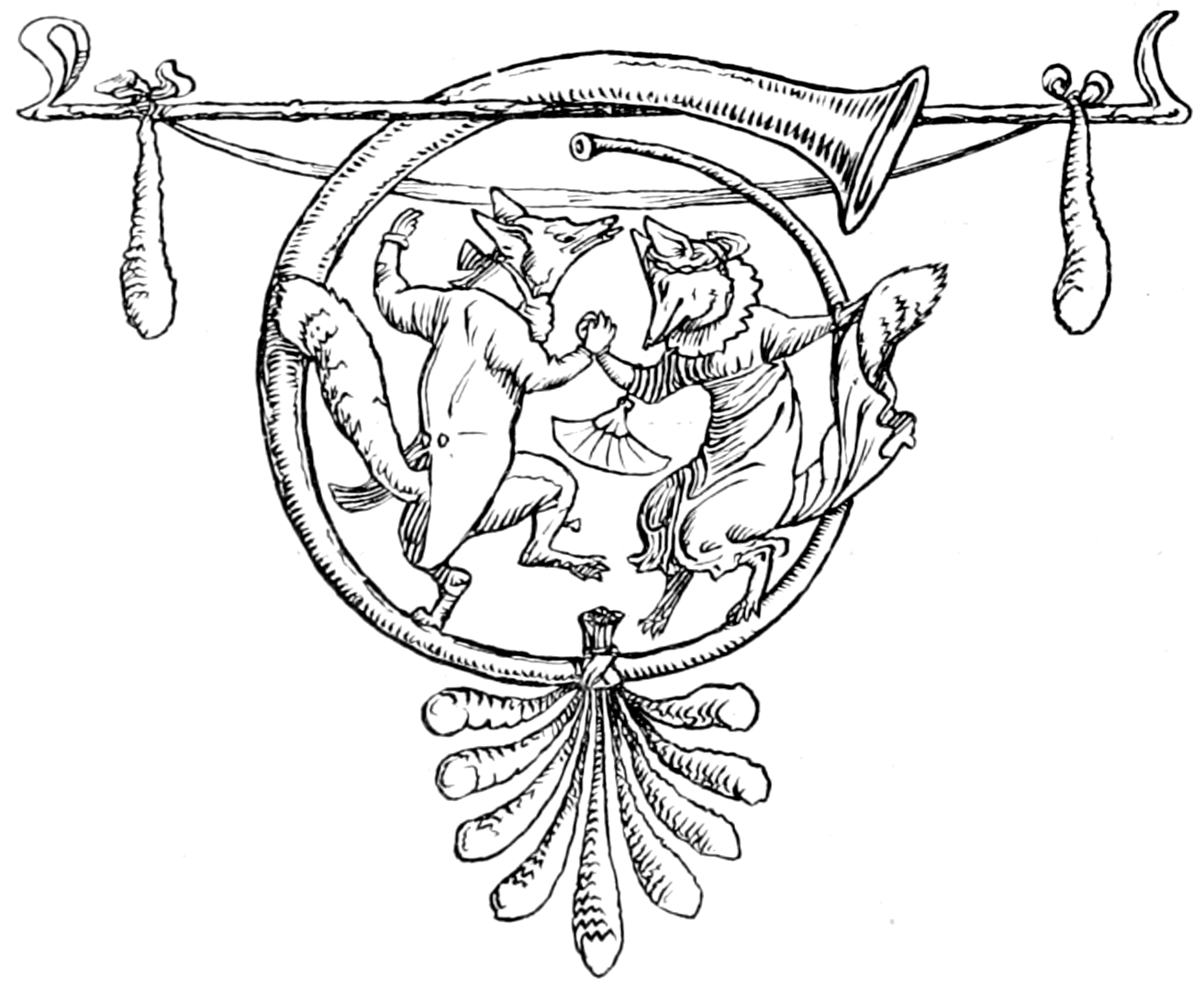
تصویرسازی مرتبط

عروسی خانم روباه یا عروسی خانم فاکس (آلمانی: Die Hochzeit der Frau Füchsin) یکی از افسانه‌های پریان آلمانی است که توسط برادران گریم گردآوری شده و با شمارهٔ ۳۸ در مجموعهٔ «افسانه‌های کودکان و خانواده» منتشر شده‌است. دو متل (قصه) هستند که برادران گریم آن‌ها را ذیل شماره‌ی ۳۸ قصه‌های برادران گریم ذیل یک نام واحد گرد آورده‌اند. این افسانه در تمام ویرایش‌های این مجموعه گنجانده شده و طبق نظام طبقه‌بندی آرنه-تامپسون در گروه‌های ۶۵، ۱۳۵۰، ۱۳۵۲ و ۱۵۱۰ قرار دارد.
نسخهٔ دوم این داستان توسط لودوویکو برنتانو یوردیس (Ludovico Brentano Jordis) برای برادران گریم روایت شده‌است. وی همچنین داستان «شیر و قورباغه» را نیز برای آن‌ها نگاشته‌است.

## خلاصه داستان
در نسخهٔ اول، آقای روباه که دارای نه دم است، وانمود می‌کند مرده تا وفاداری همسرش را بیازماید. خانم روباه تمام خواستگاران روباه را که کمتر از نه دم دارند، رد می‌کند. زمانی که به روباهی با نه دم پاسخ مثبت می‌دهد، آقای روباه برخاسته و همهٔ مهمانان از جمله همسرش را از خانه بیرون می‌کند.
در نسخهٔ دوم، آقای روباه واقعاً می‌میرد و خانم روباه خواستگاری‌هایی از سوی سگ، گوزن، خرگوش، خرس و شیر دریافت می‌کند. او همگی را به‌دلیل نداشتن شلوار قرمز و پوزهٔ نوک‌تیز رد می‌کند. در نهایت روباهی با ویژگی‌های مورد نظرش از راه می‌رسد و خانم روباه با او موافقت می‌کند. وی همزمان از خودخواهی همسر اولش گلایه می‌کند.

## الگوهای داستانی
در نسخهٔ اول، برادران گریم برای اشاره به «دم» از واژهٔ آلمانی «Zeiselschwänze» استفاده می‌کنند. ریشهٔ واژهٔ «Schwanz» در زبان آلمانی دوپهلوست و می‌تواند به اندام جنسی مردانه نیز اشاره داشته باشد.

## در فرهنگ عامه
این داستان در مجموعهٔ «کلاسیک‌های افسانه‌های گریم» به تصویر کشیده شده‌است. در این نسخه، آقای روباه ثروتمند توسط روباه شیطانی‌ای که در کنار رودخانه مشغول ماهیگیری‌ست، متقاعد می‌شود که همسر زیبایش به او خیانت می‌کند. او در ابتدا تصمیم می‌گیرد همسرش را زیر نظر بگیرد، اما هیچ مدرکی برای خیانت نمی‌یابد. روباه شیطانی به او پیشنهاد می‌دهد که وانمود کند مرده‌است. خدمتکار گربه‌ای و همسرش هر دو فریب می‌خورند.
نخستین خواستگار، دوست آقای روباه است، اما خانم روباه هنوز در سوگ همسرش است و خواستگاران را نمی‌پذیرد. خدمتکار نگران تمام شدن پول می‌شود و او را متقاعد می‌کند که باید همسری جدید بیابد. خانم روباه می‌پذیرد اما شرط می‌گذارد که خواستگار باید نه دم داشته باشد. روباه جوان و ثروتمندی با این ویژگی‌ها از راه می‌رسد و خانم روباه با او موافقت می‌کند. آقای روباه خشمگین از نقش خود بیرون آمده و با خواستگار و همسرش درگیر می‌شود.
خانم روباه توضیح می‌دهد که وفادار بوده و تنها به این دلیل همسر جدید برگزیده که تصور می‌کرد شوهرش مرده‌است. خدمتکار نیز با حمله به آقای روباه از خانم خانه دفاع می‌کند و می‌گوید که همیشه با او بدرفتاری می‌کرده. آقای روباه همه را از خانه بیرون می‌اندازد اما متوجه می‌شود تنها شده‌است. روباه شیطانی در نهایت به عنوان نمادی از شیطان آشکار می‌شود. آقای روباه از خشم به او حمله می‌کند و خانه‌اش را نابود می‌کند.